# 金融港北站
金融港北站位于中华人民共和国湖北省武汉市江夏区东湖高新区，是武汉地铁2号线的地铁车站，建设时期曾名为“大舒东路站”。

## 车站结构
车站位于光谷大道与三环线交汇以南，沿光谷大道南北向布置，车站主体位于光谷大道偏东。车站外包总长350m，标准段总宽20.9m，站台宽度为12m。车站为地下二层岛式站台车站，地下一层为站厅层，地下二层为站台层。本站近期共设4个出入口（预留一个）、3组风亭。

### 楼层分布
| 地面     | 地面               | 出入口                               |  |  |
| 地下一层 | 站厅               | 售票机、客服中心、武漢通充值、洗手間 |  |  |
| 地下二层 |                    | █ 2号线 往天河机场（黄龙山路）       |  |  |
|          | 岛式站台，左侧开门 |                                      |  |  |
|          |                    | █ 2号线 往佛祖岭（秀湖）             |  |  |

### 车站出口
|                                                 |      |      |
| 出口編號                                        | 設施 | 照片 |
| A₁                                              |      |      |
| A₂                                              |      |      |
| B                                               |      |      |
| C                                               |      |      |
| D                                               |      |      |
| 注： 設有升降機 \| 設有輪椅升降台 \| 設有洗手間 |      |      |

## 鄰近地點
光谷金融港、当代国际花园、武汉工程大学流芳校区等。

### 内部链接
- 武汉地铁车站列表